# Лисбергер, Стивен
Стивен Лисбергер (англ. Steven Lisberger; род. 24 апреля 1951, Нью-Йорк, Нью-Йорк, США) — американский режиссёр, продюсер и сценарист, известен как создатель вселенной «Трон».

## Биография и карьера
Лисбергер родился в 1951 году в Нью-Йорке. Его отец был немецким евреем, которого родственники матери отправили в концлагерь.
Стивен вырос в Хазлтоне, штат Пенсильвания. Учился в средней школе Поттстауна. Был выпускником Школы изящных искусств в Бостоне, штат Массачусетс, в 1974 году.
Во время обучения в Бостоне Лисбергер вместе с пятью коллегами создал студию Lisberger Studios. Их первым заметным проектом был «Космический мультфильм», получивший номинацию Студенческой академии в 1973 году. Работа имела немалый успех и в 1977 году была включена в фильм «Фестиваль фантастической анимации», состоящий из нескольких короткометражных новелл. Через свою новоиспечённую компанию Lisberger Studios Лисбергер руководил производством рекламных роликов и вступительных титров для детского сериала ABC-TV «Загадай желание» и Rebop канала PBS.
В 1978 году, после переезда в калифорнийскую Венецию, Лисбергер и его деловой партнёр Дональд Кушнер создали 90-минутный анимационный фильм «Олимпийские игры животных» для телеканала NBC-TV. Затем они направили все свои творческие усилия для развития проекта «Трон» для компании Walt Disney. Фильм увидел свет в 1982 году.
Снятый Стивеном фильм «Бесконечная погоня» — одна из первых актёрских работ Бена Стиллера.
В 1989 году Лисбергер был нанят в качестве режиссёра для фильма «Поток». Картина не получила признания ни у критиков, ни у зрителей.
Лисбергер потратил большую часть 1990-х и 2000-х годов на написание сценариев, некоторые из которых были куплены различными студиями.

В 2007 году стало известно, что он и Джессика Чобот работают над фильмом под названием Soul Code, но тот не увидел свет из-за производственного ада.
Лисбергер долгое время пытался продолжить «Трон». Его стремление привело к тому, что Дисней дал «зелёный свет» сиквелу. Фильм получил название «Трон: Наследие». Стивен выступил продюсером картины, а также получил в нём небольшое камео.
Стивен вместе со своей женой Пегги живёт в Санта-Монике и имеет сына Карла.

## Фильмография
| Год  | Фильм                     | Режиссёр | Сценарист | Продюсер | Дополнительно |
| ---- | ------------------------- | -------- | --------- | -------- | ------------- |
| 1980 | Олимпийские игры животных | ✔        | ✔         | ✔        | телефильм     |
| 1982 | Трон                      | ✔        | ✔         |          | камео         |
| 1987 | Бесконечная погоня        | ✔        | ✔         |          |               |
| 1989 | Поток                     | ✔        |           |          |               |
| 2010 | Трон: Наследие            |          |           | ✔        | камео         |